# Parafia Miłosierdzia Bożego w Tarnowie
Parafia Miłosierdzia Bożego w Tarnowie - parafia rzymskokatolicka znajdująca się w diecezji tarnowskiej w dekanacie Tarnów Południe.
Od 2009 proboszczem parafii jest ks. Czesław Haus